# Жмеринська дирекція залізничних перевезень

Жме́ринська дире́кція залізни́чних переве́зень держа́вного підприє́мства «Півде́нно-За́хідна залізни́ця» (ДН-3) — регіональна філія другого порядку Публічного акціонерного товариства «Укрзалізниця» (до корпоратизації УЗ — структурний підрозділ Південно-Західної залізниці).

## Структура

### Адміністрація
Управління дирекції знаходиться за адресою: м. Жмеринка, вулиця Бориса Олійника, 4.
Керівник — В.В. Чуйко

### Станції
Найважливішими станції дирекції є:
| Найважливіші станції Жмеринської дирекції | Найважливіші станції Жмеринської дирекції | Найважливіші станції Жмеринської дирекції |
| Станція                                   | Фото                                      | Рік заснування                            |
| ----------------------------------------- | ----------------------------------------- | ----------------------------------------- |
| Жмеринка-Пасажирська                      |                                           | 1865                                      |
| Вінниця                                   |                                           | 1870                                      |
| Гайсин                                    |                                           | 1899                                      |
| Гречани                                   |                                           | 1914                                      |
| Журавлівка                                |                                           | 1876                                      |
| Калинівка I                               |                                           | 1870                                      |
| Кам'янець-Подільський                     |                                           | 1914                                      |
| Могилів-Подільський                       |                                           | 1892                                      |
| Рахни                                     |                                           | 1870                                      |
| Старокостянтинів I                        |                                           | 1914                                      |
| Хмельницький                              |                                           | 1871                                      |
| Хмільник                                  |                                           | 1900                                      |
| Чотирбоки                                 |                                           | 1914                                      |
| Ярошенка                                  |                                           | 1870                                      |

### Дільниці
Філії підпорядковані ділянки:
Жмеринка — Голендри
Вінниця — Гайсин
Жмеринка — Журавлівка
Жмеринка — Могилів-Подільський — Держкордон
Жмеринка — Гречани — Волочиськ
Гречани — Ларга
Гречани — Старокостянтинів — Варшиця
Старокостянтинів — Чотирбоки
Калинівка — Турбів
Ярмолинці — Гусятин.

## Межі дирекції
Межує з такими дирекціями:
- Тернопільською дирекцією Львівської залізниці
- Козятинською дирекцією Південно-Західної залізниці
- Одеською дирекцією Одеської залізниці
- Шевченківською дирекцією Одеської залізниці.

## Цікаві факти
Що цікаво, на всіх платформах станцій та зупинних пунктів Жмеринської дирекції бордюр пофарбований червоними і білими кольорами, що чередуються, тобто в стилі шлагбауму. Ця маленька, але видатна риса вирізняє дирекцію з-поміж інших, з якими межує (Одеська, Шевченківська, Козятинська, Тернопільська, Івано-Франківська).